# Julián Coronel
Pour les articles homonymes, voir Coronel.
Julián Coronel (né le 23 octobre 1958 à Asuncion au Paraguay) est un footballeur international paraguayen qui évoluait au poste de gardien de but.

## Biographie

### Carrière en club
Julián Coronel joue en faveur du Club Guaraní et du Club Olimpia. Il remporte avec ces équipes plusieurs titres de champion du Paraguay.
Il dispute également neuf matchs en Copa Libertadores.

### Carrière en sélection
Avec les moins de 20 ans, il participe à la Coupe du monde des moins de 20 ans 1979 organisée au Japon. Lors du mondial junior, il joue deux matchs : contre le Canada, et l'Union soviétique.
Julián Coronel reçoit une sélection en équipe du Paraguay lors de l'année 1991.
Il figure dans le groupe des sélectionnés lors de la Coupe du monde de 1986. Lors du mondial organisé au Mexique, il officie comme gardien remplaçant et ne joue aucun match.

## Palmarès
- Champion du Paraguay en 1984 avec le Club Guaraní et en  1989 avec le Club Olimpia